# Oxalate de diphényle
L'oxalate de diphényle, aussi appelé commercialement cyalume est un composé organique de la famille des oxalates, de formule (C6H5O2C)2. C'est le diester de phényle de l'acide oxalique.

## Propriétés
L'oxalate de diphényle se présente sous la forme d'un solide blanc à jaunâtre, insoluble dans l'eau.

## Synthèse
L'oxalate de diphényle est obtenu par transestérification de l'oxalate de diméthyle par le phénol.

## Utilisations
L'oxalate de diphényle est un important précurseur dans la synthèse du carbonate de diphényle.
C'est un des composants utilisé dans les bâtons lumineux (« glowsticks »), ces produits d'oxydation
étant responsables de la chimiluminescence. Par réaction avec le peroxyde d'hydrogène, il se forme la 1,2-dioxétanedione ainsi que deux molécules de phénol. La réaction passe par un biradical oxalate paramagnétique. Cette dioxétanedione réagit ensuite avec un colorant, se décomposant en dioxyde de carbone et laissant le colorant dans un état excité. Lorsqu'il retourne à l'état non-excité, il libère un photon en lumière visible.
La vitesse de réaction dépend du pH ; une solution légèrement basique, obtenue en ajoutant une base faible comme le salicylate de sodium, permet une réaction plus rapide, ce qui produit une lumière plus brillante.
Les différents colorants utilisés sont :
| Couleur    | Composé                                    | Composé |
| ---------- | ------------------------------------------ | ------- |
| Bleu       | 9,10-Diphénylanthracène                    |         |
| Vert       | 9,10-Bis(phényléthynyl)anthracène          |         |
| Jaune-vert | Tétracène                                  |         |
| Jaune      | 1-Chloro-9,10-bis(phényléthynyl)anthracène |         |
| Orange     | 5,12-Bis(phényléthynyl)naphtacène          |         |
| Orange     | Rubrène                                    |         |
| Orange     | Rhodamine 6G                               |         |
| Rouge      | Rhodamine B                                |         |

L'oxalate de diphényle est parfois remplacé par l'oxalate de di(2,4,6-trichlorophényle) (TCPO), l'ester du 2,4,6-trichlorophénol et de l'acide oxalique, le trichlorophénolate étant un meilleur groupe partant, ce qui accélère la réaction, et produit encore une fois une lumière plus brillante.